# Phoenix Contact
Phoenix Contact (Фенікс Контакт)  — німецька компанія, яка пропонує компоненти та системи в галузі електротехніки, електроніки та автоматизації. Штаб-квартира знаходиться у місті Бломберг, Німеччина.
Компанія виробляє клемні блоки, реле, з'єднувачі, перетворювачі сигналів, джерела живлення, ПЛК, системи вводу/виводу, промислові Ethernet, системні кабелі контролерів, клемні блоки та з'єднувачі для друкованих плат, а також засоби захисту від імпульсних перенапруг.[первинне джерело] Крім того, Phoenix Contact виробляє продукти для використання в мережах Modbus, DeviceNet, EtherNet/IP, CANopen, PROFIBUS і PROFINET.
Компанію було засновано в 1923 році в Ессені. У 2022 році річний оборот компанії перевищив 3,6 мільярда євро. Phoenix Contact має власні виробництва більш ніж у 10 країнах: Німеччині, США, Китаї, Індії, Польщі, Греції, Бразилії, Туреччині, Швеції та Аргентині, і налічує 22 000 співробітників у 50 міжнародних дочірніх компаніях.

## Історія компанії
1923: В Ессені (Німеччина) Гуго Кнюманн заснував комерційне агентство з продажу електротехнічної продукції та продавав клеми для контактних проводів для електричних трамваїв.
1928: У співпраці з енергетичною компанією Rhine-Westphalia Electricity Works (RWE), Гуго Кнюманн розробив перший клемний блок.
1943: 13 березня, під час авіанальоту, офіси компанії біля залізничного вокзалу Ессена, були знищені. Штаб-квартира компанії переїхала в ресторан «Bürgerheim» в місті Бломберг.
1949: Гуго Кнюманн призначив інженера Йозефа Айзерта технічним директором своєї компанії. Пан Айзерт, який володів численними патентами на клемні блоки, повністю оновив асортимент продукції компанії.
1953: Після смерті Гуго Кнюманна, Йозеф Айзерт і Урсула Лампманн очолили компанію, яка на той час називалась «Phönix Klemmen». У результаті злиття в Люденшайді було створено дочірню компанію Phoenix Feinbau — це стало початком майбутньої Phoenix Contact Group.
1957: У Бломберзі були відкриті перші два виробничих підприємства.
1961: Клаус Айзерт, син Йозефа Айзерта, приєднався до компанії як керуючий партнер, і до 2018 року залишався на цій посаді. Його брати Йорг і Герд приєднались до компанії наступного року.
1981: На початку 1980-х компанія Phönix Klemmen почала засновувати дочірні підприємства поза межами Німеччини. Першою стала дочірня компанія в Швейцарії у 1981 році, а у середині 1980-х років були відкриті дочірні підприємства у Швеції та США. Станом на 2023 рік Phoenix Contact представлена більш ніж у 50 країнах.
1982: Компанія Phönix Klemmen змінює назву на Phoenix Contact. Англомовна назва чітко вказує на міжнародну орієнтацію компанії.
1996: Phoenix Contact відкриває власний завод із виробництва електроніки в місті Бад-Пірмонт. Дочірнє підприємство спеціалізується на розробці та виробництві електронних модулів і систем автоматизації і стає окремим підрозділом Phoenix Contact Electronics.
2005: Засновано дочірнє підприємство в Україні, ТОВ «Фенікс Контакт», яке є єдиним авторизованим представником Phoenix Contact Group на території України. Головний офіс знаходиться у м. Києві.

## Основні напрямки діяльності компанії
- Автоматичні вимикачі
- Контролери та ПЛК
- Промислова кібербезпека
- Системи вводу/виводу
- Промисловий Ethernet
- Промислові ПК
- Маркування
- Корпуси для друкованих плат
- Джерела живлення та ДБЖ
- Релейні модулі
- Перетворювачі сигналів
- Захист від імпульсних перенапруг
- Системні кабелі для РСУ та ПЛК
- Клеми та клемні блоки
- Промисловий бездротовий зв'язок